# Bad Reaction
I Bad Reaction sono un gruppo hardcore punk statunitense, formati a Los Angeles nel luglio 2001. Le loro sonorità sono profondamente influenzate dall'hardcore punk degli anni ottanta, in particolare da gruppi come gli Adolescents, i T.S.O.L. ed i Bad Brains.

## Discografia

### Album di studio
- 2004 - Six Songs (demo)
- 2006 - Symptoms of Youth

### EP
- 2008 - Plastic World
- 2008 - Dare to Be Dull

### Raccolte
- 2008 - Had It Coming (raccolta dei due precedenti EP)

## Formazione

### Formazione attuale
- Kash - voce
- Jesse A. - basso
- Ben Edge - chitarra
- Nic Rips - batteria

### Ex componenti
- Charles Hamma - batteria